# Scars on Broadway
A Scars on Broadway (napjainkban: Daron Malakian and Scars on Broadway) a System of a Down alternatív metalegyüttes gitárosának (Daron Malakiannak) és dobosának (John Dolmayannak) zenekara.

## Története
A zenekar 2003-ban alakult Casey Chaos (ex-Amen, vokál), Greg Kelso (ritmusgitár), Daron Malakian (System of a Down, szólógitár), majd Zach Hill (dob) felállásával. Ebben az évben egy demo kazettát rögzítettek, amin olyan számok hallhatóak mint pl.: Prettiest Things, a B.Y.O.B. demója (később a System of a down egyik slágere), Watcha Gonna Do?, Look at me Dad és a As a Matter of Fact. A demó a Ghetto Blaster Rehearsals nevet kapta, ezután feloszlottak, Daron maradt egyedül. Elmondása szerint a SOB zenéje thrash, death, doom, alternatív, black metal hangzással és egy kis elektronikával lesz összefűzerezve, pont úgy mint a System.
A zenekarba csatlakozott John Dolmayan, akivel Daron 2007. szeptember 27-én stúdióba vonult.
2008 januárjában Daron a Rolling Stone magazinnak elmondta, hogy a műfajuk mégsem eget-rengető metál, inkább melodikus rock lesz. Március 12-én a hivatalos oldalra felkerült egy számláló, aminek ideje március 28-ára volt időzítve. Ekkor az oldal kezdőlapján megjelent a zenekar első kislemezének a száma, a "They Say". 
Április 11-én a zenekar első koncertjére is sor került, a Whiskey Go Go Bar-ban, ahol anno a Systemmel is befutottak. 
A zenekar felállása ekkor már: 
Daron Malakian (vokál/szológitár), John Dolmayan (dob), Franky Perez (ritmusgitár/háttérvokál), Dominic Cifarelli (basszusgitár), Danny Shamoun (billentyű/ritmusszekció) volt.
Mielőtt Daron és John újra csatlakoznának Serj Tankian-hoz, és Shavo Odadjian-hoz, hogy együtt zenéljenek tovább a SOAD-ban, Malakian szeretne még egy SOB albumot megjelentetni.
"Minden ami a zenekarban zajlik John-nak és nekem köszönhető. Mindent komolyan veszünk. Ez nem egy projekt. Ez a bandám. Jelenleg. Nem csinálok semmit a System-mel, nincs semmi tervünk a System-mel, hogy mit csináljunk és szeretnék még egy SOB albumot mielőtt egy új System album munkálataiba fognánk."
2018. április 16-án Daron Malakian egy instagram posztban jelentette be a második SOB albumot. Azóta folyamatosan jelentek meg youtubeon "making a dictator" videók és végül 2018.07.20-án megjelent az album Dictator néven.

## Stílus
A stílusban felfedezhetünk garázs rock elemeket, melodikus rock-ot, '70-es évekbeli Sex Pistols punk hangzást, valamint a System-ből ismert jó öreg gitárhúrszaggatásokat.
Egy interjúban Malakian azt nyilatkozta, hogy a szövegeket David Bowie és Neil Young inspirálta, ami felcserélte nála a SOAD-ból ismert "elrongyolódott" metál szövegeket.
"Nem érzem azt, hogy egy moshpit zenekar lennénk. Jelenleg így érzem magam jól dalszövegíróként."

## Diszkográfia
Albumok:
| Év   | Cím               |
| ---- | ----------------- |
| 2008 | Scars on Broadway |
| 2018 | Dictator          |

Kislemezek:
| Év   | Cím             |
| ---- | --------------- |
| 2008 | They say        |
| 2008 | World long gone |
| 2010 | Fucking         |

Demók
- 2003 - Ghetto Blaster Rehearsals